# Peculator
Peculator là một chi ốc biển, là động vật thân mềm chân bụng sống ở biển trong họ Volutomitridae.

## Các loài
Các loài trong chi Peculator gồm có:
- Peculator bacatus
- Peculator hedleyi (Murdoch, 1905)
- Peculator obconicus (Powell, 1952)
- Peculator porphyria (Verco, 1896)
- Peculator verconis Iredale, 1924

Danh sách này không đầy đủ, bạn cũng có thể giúp mở rộng danh sách.